# Nora Toledano
Nora Toledano Cadena (n. Ciudad de México, México; 26 de agosto de 1969) entrenadora y nadadora de aguas abiertas mexicana. 

## Biografía
Primera mujer latinoamericana y sexta mujer en el mundo en realizar el cruce doble cruce del Canal de la Mancha, así como la primera mujer latinoamericana en completar el reto del Cruce de los siete mares.
Nora Toledano incursiona en la natación a los 11 años de edad en la Alberca Olímpica Francisco Márquez, en el Distrito Federal. Para 1992 realiza su primer cruce del Canal de la Mancha. Estudió Biología en la Facultad de Ciencias en la Universidad Nacional Autónoma de México. Coescribe con Antonio Argüelles el libro A cada brazada: el azul interminable, el cual se publica en 2003. Actualmente es entrenadora de nadadores de alto rendimiento en aguas abiertas, entre ellos Antonio Argüelles.
En la actualidad se dedica a entrenar nuevos nadadores como el colombiano Jorge Iván del Valle.

## Cruces

### Cruces al Canal de la Mancha
Nora Toledano ha realizado 11 cruces al Canal de la Mancha:
| Fecha                    | Edad | Ruta                          | Modalidad  | Tiempo (h) |
| ------------------------ | ---- | ----------------------------- | ---------- | ---------- |
| 18 de septiembre de 1992 | 23   | Inglaterra-Francia            | Individual | 11:35      |
| 30 de junio de 1994      | 24   | Inglaterra-Francia            | Individual | 9:40       |
| 14 de julio de 1994      | 24   | Inglaterra-Francia            | Relevos    | 8:49       |
| 5 de agosto de 1994      | 24   | Inglaterra-Francia-Inglaterra | Individual | 23:38      |
| 11 de agosto de 1997     | 27   | Inglaterra-Francia            | Individual | 11:51      |
| 14 de agosto de 2001     | 31   | Inglaterra-Francia-Inglaterra | Relevos    | 18:48      |
| 28 de agosto de 2005     | 36   | Inglaterra-Francia-Inglaterra | Relevos    | 20:14      |
| 2 de septiembre de 2005  | 36   | Inglaterra-Francia            | Individual | 10:04      |

### El reto de los Siete Mares
Toledano es la primera mujer latinoamericana en realizar el reto del Cruce de los siete mares. Además de los múltiples cruces realizados al Canal de la Mancha, realizó los otros seis en:
| Fecha                   | Edad | Cruce/competencia             | Distancia | Modalidad  | Tiempo (h) |
| ----------------------- | ---- | ----------------------------- | --------- | ---------- | ---------- |
| 2 de julio de 2015      | 45   | Estrecho de Gibraltar         | 17.87 km  | Individual | 4:23       |
| 23 de agosto de 2016    | 46   | Canal de Catalina ("inverso") | 35 km     | Individual | 12:37      |
| 10 de julio de 2017     | 47   | Canal de Molokai              | 42 km     | Tandem     | 14:28      |
| 1 de julio de 2018      | 48   | Estrecho de Tsugaru           | 30 km     | Individual | 6:20       |
| 5 de septiembre de 2018 | 49   | Canal del Norte               | 33 km     | Individual | 10:26      |
| 29 de marzo de 2019     | 49   | Estrecho de Cook              | 26.5 km   | Tandem     | 9:35       |

### Otros cruces
Otros cruces y competencias que ha realizado Nora Toledano son :
| Fecha                | Edad | Cruce/competencia                              | Distancia | Modalidad  | Tiempo (h) |
| -------------------- | ---- | ---------------------------------------------- | --------- | ---------- | ---------- |
| 13 de agosto de 1995 | 25   | Manhattan Island Marathon Swim                 | 45 km     | Individual | 8:09       |
| 1 de mayo de 1999    | 29   | Open Water Swimming Championships of Australia | 25 km     | Individual | 6:56       |
| 23 de junio de 2001  | 31   | Manhattan Island Marathon Swim                 | 45 km     | Individual | 8:13       |
| 2 de julio de 2015   | 45   | Estrecho de Gibraltar                          | 17.87 km  | Individual | 4:23       |

### Premios y reconocimientos
- Ha sido nominada al Premio Nacional del Deporte en México en siete ocasiones: 1994, 1997, 2005, 2007, 2017 y 2018.[9][10][11][12]
- En 1996 nadó en alberca olímpica durante 24 horas continuas en Cancún, Quintana Roo, completando una distancia de 86.6 kilómetros.[13]
- Ingresó en el Salón de la Fama de la Natación Internacional (International Marathon Swimming Hall of Fame (IMSHOF)) en 2006.[14][15]
- En 2010 rompe el récord mundial de mayor distancia nadada en relevos en lago al recorrer 108 millas náuticas en 55 horas 20 minutos en equipo con Edna LLoréns, Patricia Kohlmann, Matthew Davie, Phil Cutti y Vito Bialla.[16]
- En 2016 obtiene la Triple corona de natación al cruzar el Canal de Catalina.[4]
- Junto con Mariel Hawley obtiene el récord del mejor tiempo dentro del ramo de las mujeres y el segundo en general para el cruce del Estrecho de Tsugaru en 2018.[6]
- En 2019 se convierte en la primera mujer latinoamericana en completar el reto del Cruce de los siete mares. El cruce fue realizado con Mariel Hawley y Elizabeth Fry.[2]
- Es nominada para Mujer del Año WOWSA en 2019.[17]
- Obtiene el reconocimiento de WOWSA Certified Coach Nivel 5 el 21 de diciembre de 2021.[18]
- Premio Poseidon 2025 otorgado por la International Swimming Hall of Fame. [19]